# Pic de l'Indépendance
Le pic de l'Indépendance ou Qullai Istiqlol (en tadjik Қуллаи Истиқлол) est, avec ses 6 974 mètres d'altitude, le quatrième plus haut sommet du massif du Pamir, au centre du Tadjikistan, dans la province autonome du Haut-Badakhchan.
Il est situé dans le chaînon Yazgoulem, dont il est le point culminant, au-dessus des sources de la rivière Yazgoulem. La montagne est constituée de trois sommets couverts de neige et de glace. Sa face Nord-Ouest abrite le glacier Fedtchenko.

## Histoire
Le pic fut d'abord appelé Dreispitz par une expédition germano-soviétique qui le découvrit en 1928, mais ne put l'escalader à cause de l'épaisseur du manteau neigeux et des risques d'avalanche. La première ascension eut lieu seulement en 1954 par une équipe soviétique dirigée par A. Ougarov.
Après la Seconde Guerre mondiale, le Dreispitz fut rebaptisé pic de la Révolution (en tadjik Қуллаи Инқилоб, Qullai Inkilob) puis, en juillet 2006, on lui donna son nom actuel de pic de l'Indépendance.